# Pentito – Ein Mafioso packt aus
Pentito – Ein Mafioso packt aus (im italienischen Original: Pentito – Una storia di mafia) ist ein dokumentarischer Thriller. Basierend auf zahlreichen Gesprächen thematisiert der in Bologna lebende italienische Journalist Marco Bettini die wahre Geschichte eines sizilianischen Mafioso, welcher zum Pentito wurde und inzwischen im Kronzeugenschutzprogramm lebt. dabei wird im Stile einer Biografie der Werdegang von Enzo im begleitet, welcher als Ich-Erzähler in Erscheinung tritt. In Italien avancierte das Buch zum Bestseller.
Die italienische Erstausgabe erschien 1994 beim Verlag Bollati Boringhieri in Turin. Am 29. April 2008 wurde das Werk bei Piemme in Mailand neu aufgelegt. Im Mai 2010 folgte eine deutsche Übersetzung von Marie Rahn, die beim Ullstein Verlag veröffentlicht wurde.

## Handlung
Enzo wurde am 3. Dezember 1956 in Sizilien geboren. Sein älterer Bruder heißt Minicheddu, zudem hat er zwei weitere Brüder. Enzo stammt aus ärmlichen Verhältnisse, obwohl sein Vater Bauer mit eigenem Weinberg war. Als Problemkind wurde Enzo in eine Klosterschule außerhalb seines Heimatortes Castelvetrano geschickt, die jedoch im Verlauf eines Erdbebens einstürzte, so dass er zu seiner Familie in seinen Heimatort zurückkehrte. Dort nahm ihn sein späterer Pate Cusumano unter die Fittiche, gab ihm als Lehrling Arbeit und lehrte ihn, ein uomo d’onore zu werden. Aufgrund diverser kleinerer Verbrechen, darunter das Aufschlitzen eines Cabrios, um Zigaretten zu stehlen, musste Enzo in den Jugendknast gehen. Zu diesem Zeitpunkt hatte er bei mehreren Einbrüchen diverse Pistolen und Gewehre erbeutet, die er am Weinberg seines Vaters vergraben hatte. Nachdem Enzo sich gerade im Jugendknast einigen körperlichen Auseinandersetzungen ausgesetzt gesehen hatte, beschloss er im Alter von 14 Jahren, mit dem Boxen zu beginnen. Seine Familie entdeckte erstmals seine kaltblütige, rationale Ader als Enzos Vater mit einem Schäfer in Streit geriet. Der Schäfer hatte ungefragt seine Herde am Weinberg des Vaters grasen lassen und verwüstete diesen, als er vom Weinberg vertrieben wurde. Daraufhin beschloss der Vater des Nachts den Weinberg zu bewachen, um dem Schäfer aufzulauern. Enzo hingegen grub eines seiner erbeuteten Gewehre aus und suchte das Haus des Schäfers auf, um dessen Schafe zu erschießen.
Mit Roba, einem Mädchen aus Castelvetrano, bandelte Enzo an. Als Roba von ihrem Vater mit einem anderen jungen Mann verlobt wurde, setzte er diesen jungen Kerl so lange unter Druck, bis er die Verlobung auflöste und Robas Vater einwilligte, Roba mit Enzo zu verloben. Doch darauf verzichtete Enzo, der inzwischen der Meinung war, Roba hätte sich nicht mit einem anderen Mann verloben lassen dürfen, wenn sie wirklich seine Frau hätte werden wollen. Stattdessen schwängerte Enzo versehentlich ein anderes Mädchen, so dass er dieses standesamtlich heiratete. Da er es jedoch nicht liebte, verzichtete er auf eine kirchliche Hochzeit. Durch den Brautvater Capogreco, der sein neuer Pate wurde, rückte Enzo näher an die sizilianische Mafia heran. Für zwei Jahre musste Enzo ins Gefängnis auf der Insel Favignana wegen Mordverdachts im Mordfall Tilotta gehen, bei dem er unschuldig war. Aus Mangel an Beweisen wurde er wieder freigelassen. Am 4. Oktober 1979 nahm ihn die famiglia in ihre Reihen auf. Von seinem Paten lernte er: „Jeder stirbt zu seiner Zeit.“
Zunächst wurde er mit einem Auftrag zur Schutzgelderpressung betraut. Im Februar 1980 wurde seine Freilassung im Mordfall Tiolotta widerrufen. Ihm drohten erneut fünf Jahre Haft. Diese Strafe wurde erneut ausgesetzt und vom Kassationsgericht verhandelt. Enzo war während dieser Zeit am Mord am Bürgermeister beteiligt. Daraufhin wurde sein Schwiegervater Capogreco neuer Bürgermeister. Wegen aufkommender Rivalität innerhalb der famiglia führt Enzo ein Attentat auf Capo Canata durch. Aus seinem Tod lernt er: „Im Angesicht einer Pistolenmündung verschwinden alle Freunde.“
Die letzten beiden Morde führte Enzo zusammen mit Nicastro durch, der bereits länger in der famiglia war, nun aber neidisch auf Enzos schnellen Aufstieg in der Hierarchie der Mafia wurde. Nicastro lud Enzo zu einem Essen im Garten seines Anwesens ein, um ihn dort erschießen zu lassen. Da Enzo jedoch seinen Gewohnheiten gemäß unangekündigt vor der ihm mitgeteilten Zeit bei Nicastro erschien und niemanden antraf, begab er sich in den Garten und das angrenzende Waldstück. Von einer Lichtung aus entdeckte er, dass sich von hier aus freies Sicht- und Schussfeld auf einen der Plätze der Tafel bot. Sein Verdacht hinsichtlich des auf ihn geplanten Attentats bewahrheitet sich, als auf der Lichtung tatsächlich zwei Männer mit Gewehren und Zielfernrohren auftauchen. Enzo, der den Plan durchschaute, ließ sich von Nicastro einige Tage später erneut einladen. Doch anstatt Nicastros Männern zum Opfer zu fallen, erschoss Enzo seinerseits Nicastro.
Enzo wurde in der folgenden Zeit als Drogenkurier in Mailand eingesetzt, um dort Heroin aus Sizilien den örtlichen Dealern zu verkaufen. Zudem manipulierte er Kommunalwahlen in Castelvetrano durch Bedrohung der Wähler. Sein Schwiegervater und Bürgermeister Capogreco säte gezielt Misstrauen unter Enzo und seinen Freunden, um seine Position und die Strukturen der famiglia zu festigen, damit keiner der jungen Männer mit Rückendeckung der Freunde versuchte, seinen Einfluss und seine Macht zu vergrößern. Capogreco lehrte ihn: „Je mehr ein Mann weiß, desto mehr ist er auch wert, und du solltest immer dazulernen.“
In der Nähe von Mailand wurde Enzo in Paderno Dugnano zum Schein bei einem Bauunternehmer angestellt, war aber tatsächlich als Lagerverwalter am Flughafen tätig, um am Zoll vorbei Drogen ins Land einführen zu lassen. Nach einiger Zeit entschloss er sich nach Vercelli in ein größeres Haus zu ziehen, um seine Frau Linate und die gemeinsame Tochter nachkommen lassen zu können, obwohl es sich um eine Zwangsehe auf Drängen der Mafia handelte, die auf reiner körperlicher Anziehung basierte. So kam es auch später zu der Liaison mit Carmela, der Tochter von Enzos Capo in Paderno Dugnano, die bereits verlobt war. Nachdem Enzo von ihrem Vater Berresi inflagranti erwischt wurde, hätte er nach den Regeln der famiglia getötet werden müssen. Weil aber Carmela ihren Liebhaber Enzo mit ihrem Leben beschützte, sah ihr Vater von der Tötung ab. Aufgrund der Schmach, drängte er jedoch Enzo dazu die Kündigung seiner Stelle beim Flughafen einzureichen und mit seiner Frau und Tochter zusammen nach Castelvetrano zurückzukehren.
Inzwischen war für Enzo die zweijährige Zeit der Polizeiaufsicht wegen des Verdachts des Mordes an Tilotta beendet worden. Auf Empfehlung von Capo Casomano in Vergessenheit zu geraten, reiste Enzo Ende Mai für einige Wochen nach Horb in Deutschland, wo sein Schwager Biagio seit dem Mord an Tilotta wohnte. Dort lernte er Marina, eine Freundin von Biagio, kennen und lieben. Enzo half ihr, ihren polizeilich gesuchten Bruder Dieter in Castelvetrano zu verstecken.
Marina wurde von Enzo schwanger, er hatte kaum Geld übrig und der Prozess gegen ihn stand in Italien unmittelbar bevor, für den er etwa 20 Millionen Lira an Bestechungsgeldern hätte vorhalten sollen. Um diese Probleme aus dem Wege zu räumen, entschied er sich, gemeinsam mit Marina und dessen Bruder Carl einen Banküberfall bei der Sparkasse Rottweil durchzuführen. Hierbei erbeuteten sie rund 80.000 DM. Nach erfolgreicher Flucht wurden sie aufgrund eines unglücklichen Zufalls sowie Carls Kopflosigkeit doch noch verhaftet. Enzo wurde zu fünf Jahren Haft im Gefängnis in Freiburg verurteilt. Dort erlernte er die deutsche Sprache. Im März 1983 gebar Marina ihm einen Sohn. Einige Monate später wurde Enzo in Abwesenheit von einem italienischen Gericht in seinem schwebenden Verfahren zu 15 Jahren Haft verurteilt, weil die famiglia ihn hatte fallen lassen und die 20 Millionen Lira Schmiergeld nicht gezahlt hatte. Nach einem fehlgeschlagenen Fluchtversuch in Deutschland wurde Enzo zunächst für sechs Monate in Isolationshaft genommen und anschließend in ein anderes Gefängnis mit entsprechendem Sicherheitsstandard verlegt. Am 4. März 1986 erfolgte nach 28 Monaten Gefängnisaufenthalt in deutsche Gefängnissen die Auslieferung nach Italien, wo er den Rest seiner noch ausstehenden Haft auf der Insel Favignana verbüßte. Dort traf er auf Jacu, einen Freund aus alten Zeiten, der ihm seine Vermutung bestätigte, von der famiglia fallengelassen worden zu sein. Gegenüber der Mafia gelang Enzo noch während der Haft die Rehabilitierung, so dass im Herbst 1986 seine Verlegung ins Gefängnis nach Alessandria erfolgte, wo er durch die Mafia zum Personenschutz von Salvatore Ciulla abgestellt wurde. Dadurch wurde er wieder in die famiglia aufgenommen und nach einem Jahr zurück nach Favignana verlegt.
Enzos Frau beantragte noch während seiner Haft die Scheidung, wofür sie nach Regeln der Cosa Nostra hätte sterben müssen. Daraufhin begann Enzo aus dem Gefängnis heraus Briefkontakt zu mehreren Frauen zu unterhalten, mit denen er sich während Sonderurlauben vor seiner Haftentlassung auf der Insel Favignana traf. Im Juli 1990 wurde ihm erstmals ein Freigang aufs Festland bei Trapani gewährt, den Enzo zur Flucht nutzte, um die famiglia zu unterstützen, da diese durch zahlreiche Inhaftierungen arg geschwächt worden war. Ihm wurde der Aufbau eines Kuriernetzwerks zur Verteilung von Kokain in Turin, Mailand und Rom übertragen. Ab Januar 1991 führten ihn seine Drogengeschäfte nach Stuttgart, was Enzo zum Anlass nahm, Marinas Mutter zu besuchen. Von ihr erfuhr Enzo, dass Marina nach einem erneuten Banküberfall wieder im Gefängnis saß. Ihr gemeinsamer Sohn, den Marina zu Ehren seines leiblichen Vaters ebenfalls Enzo genannt hatte, war zur Adoption freigegeben worden. Marinas Mutter konnte Enzo von ihrer Idee überzeugen, das Kind zu entführen, um es nach Italien zu bringen, damit es in seiner Familie aufwachsen könne. Beim Entführungsversuch stellte Enzo jedoch fest, dass es dem Jungen bei seinen Adoptiveltern besser geht, als es ihm in Italien gehen würde. Daher sah er von einer Entführung ab und berichtete den Adoptiveltern stattdessen von seiner Lebensgeschichte aus dem Kreise der italienischen Mafia. Marina sah Enzo nie wieder.
Mit Paola zog Enzo nach Gallinaro in der Provinz Frosinone, um sich weiter dem Drogenhandel in Rom und Lativa widmen zu können. Trotz Wiederaufnahme in die famiglia wächst Enzos Misstrauen gegenüber allen Mitgliedern der Organisation. Er beginnt die Strukturen zu hinterfragen. „Das Misstrauen gegenüber meinem capi stieg, je mehr mich die innerliche Bereitschaft verließ, ihnen blind zu gehorchen. Ich hatte den Eindruck, dass sie ihre Macht, unsere Disziplin und unseren Befehlsgehorsam, ihre List und unsere Streitigkeiten einfach nur dazu nutzten, ihre Geschäfte abzuwickeln, ihre Interessen durchzusetzen, ihre Reichtümer anzuhäufen. Die Cosa Nostra, die Ehre, die famiglia, die Wahrheit, der Respekt, all das war ihnen vollkommen gleichgültig. Für ihre Ziele behandelten sie Menschen wie Marionetten und ließen sie dann fallen. Mir wurde klar, dass die gesamte Organisation nur für zwei Typen von Menschen gut war: für junge Männer, die alles glauben, was man ihnen sagt – so wie ich zur Zeit meiner Aufnahme –, und für Menschen, die bereit sind, über Leichen zu gehen, um sich als neue capi zu behaupten. Die anderen, die Ehrlichen, die zwar auch töten, aber noch an Ehre, an Versprechen, an Loyalität und Freundschaft glauben, die nicht jeden Gedanken, jedes Gefühl verbergen können, sind dazu verdammt, auf ewig zu dienen oder zu sterben.“
Mit Vanni und Aspanu wendet sich Enzo letztlich gegen die famiglia, wohlwissend, dass dies seinen Tod bedeuten würde, sofern seine Verbündeten sich gegen ihn stellen sollten. Ziel der drei Männer ist es ein Milliarde Lira im Drogenhandel zu verdienen.
Nach dem natürlichen Tod seines Paten Cusumano erhielt Enzo den Auftrag von Capogreco den Richter Borsellino zu töten, an den sich bereits einige Pentiti, abtrünnige Verräter der Cosa Nostra, gewandt hatten. Baretta hatte sich zwischenzeitlich nach dem Verlust einer Drogenlieferung geweigert, für den Schaden aufzukommen und wurde daher von der famiglia als todgeweiht angesehen. Enzo suchte Baretta in dessen Haus auf, wo er am 5. November 1991 von einer Vielzahl Polizisten erwartet und festgenommen wurde. Nach 15 Monaten Freiheit wurde er erneut in Isolationshaft auf Favignana genommen. Später erfolgte nach Kontaktaufnahme mit Richter Borsellino die Verlegung Enzos nach Marsala. Am 3. Dezember 1991 fand das erste Treffen zwischen Enzo und Borsellino statt, dem ein anschließender Wechsel des Gefängnisses zum Schutze Enzos folgte. Der Bruch des Schweigegebits, die omertà, erfolgte am 6. Januar 1992 gegenüber Borsellino, woraufhin Enzo in ein Gefängnis außerhalb Siziliens verlegt wurde.
Anfang Mai 1992 erfolgte die Verhaftung von Capogreco, Aspanu, den Brüdern Zichitella sowie etwa weitere 50 Verhaftungen. Während Enzo zu seinem Schutz in einen Hochsicherheitstrakt verlegt wurde, verzichteten dessen Brüder, die keinen Kontakt zur Mafia pflegten und sich auf freiem Fuße befanden, aus Scham vor Enzos Zusammenarbeit mit Richter Borsellino auf jeglichen Polizeischutz. Enzo wurde klar, dass er niemals wirklich eine Wahl hatte: „Denn wenn die Cosa Nostra von dir einen Eid verlangt, dann kannst du nicht sagen: Nein, danke, ich möchte lieber nicht, aber wir können ja Freunde bleiben. Entweder man tritt in die famiglia ein, oder man stirbt.“
Am 21. Mai 1992 tätigte Enzo eine Aussage als Zeuge im Mordfall Lipari. Zwei Tage später wurde der Richter Falcone ermordet, woraufhin Enzo seine Aussagen widerrief und die eigenen Anschuldigungen zum Schutze der Tochter fallen ließ. Nach einem Gespräch mit Richter Borsellino entschied sich Enzo jedoch zum Widerruf seines Widerrufs und trat erneut als Zeuge auf. Ihm wurde daraufhin eine Leibwache zugestanden und ein ständiger Wohnungswechsel vorgenommen, um Enzos Sicherheit gewährleisten zu können. Enzo hingegen machte mit seiner Flucht auf die unzulänglichen Sicherheitsvorkehrungen des Personenschutzes aufmerksam, konnte sich von Borsellini jedoch zur Rückkehr überreden lassen und setzte seine Zeugenaussagen gegen die Mitglieder der famiglia vor Gericht fort. Schließlich wurde Borsellino durch eine Bombe getötet.
Enzo lebt noch heute irgendwo in Italien unter anderem Namen und falscher Identität.

## Kritik
„In seinem hochspannenden Buch deckt Bettini die politischen, wirtschaftlichen und gesellschaftlichen Strategien der Mafia auf“, urteilt die Redaktion der italienischen Tageszeitung La Repubblica.
Corriere della Sera, ebenfalls italienische Tageszeitung, schreibt: „Das Auge immer auf die Spannung gerichtet, dringt Bettini in die düstersten Ecken unserer Gedanken vor und zeigt uns dabei die dunkle Seite der Macht.“

## Ausgaben
- Marco Bettini: Pentito – Una storia di mafia. Bollati Boringhieri, Turin 1994, ISBN 978-88-339-0845-8 (eingeschränkte Vorschau in der Google-Buchsuche).
- Marco Bettini: Pentito – Una storia di mafia. Piemme, Mailand 2008, ISBN 978-88-384-9950-0 (eingeschränkte Vorschau in der Google-Buchsuche).
- Marco Bettini: Pentito – Ein Mafioso packt aus. Ullstein Verlag, Berlin 2010, ISBN 978-3-548-37334-8 (eingeschränkte Vorschau in der Google-Buchsuche).